# Bakhmut (huyện)
Bakhmut (tiếng Ukraina: Бахмутський район, chuyển tự: Bakhmuts’kyi raion) là một huyện của tỉnh Donetsk thuộc Ukraina. Huyện Bakhmut có diện tích 1687 km², dân số theo điều tra dân số ngày 5 tháng 12 năm 2001 là 53.866 người với mật độ 32 người/km². Trung tâm huyện nằm ở Bakhmut.
Huyện Bakhmut bao gồm các đơn vị hành chính sau đây:
- Hromada đô thị Bakhmut, trung tâm là thị trấn Bakhmut (cũng là trung tâm hành chính của huyện)
- Hromada đô thị Chasiv Yar, trung tâm là thị trấn Chasiv Yar
- Hromada đô thị Siversk
- Hromada đô thị Soledar
- Hromada đô thị Svitlodarsk
- Hromada đô thị Toretsk
- Hromada nông thôn Zvanivka